# Papyrus 1
Papyrus 1 (in de nummering van Gregory-Aland) is een oud Grieks handschrift van het Nieuwe Testament. Het is geschreven op papyrus en bevat tekst van het Evangelie volgens Matteüs. Op grond van het schrifttype wordt het gedateerd in de vroege derde eeuw. Het bevindt zich in het University of Pennsylvania Museum of Archaeology and Anthropology (E2746). Het is gevonden in Oxyrhynchus, Egypte.

## Beschrijving
Papyrus 1 is een fragment van één blad, bevat één kolom per blad en ongeveer 27-19 regels per bladzijde. Het is ongeveer 14,7 × 15 cm groot. De oorspronkelijke codex was gevat in twee bladen in een katern.
De tekst die bewaard is gebleven geeft Mattheüs 1:1-9 en 1:12 en 1:14-20 weer. De woorden zijn doorlopend geschreven zonder spaties. Er zijn geen accenten of ademhalingstekens. De Nomina sacra worden in afkorting weergegeven: ΙC, XC, YC, ΠNA, ΚΣ.

## Tekst
Papyrus 1 geeft de Alexandrijnse of neutrale tekst weer. Kurt Aland deelt het in bij Categorie I van Categorieën van manuscripten van het Nieuwe Testament.
{\displaystyle {\mathfrak {P}}}1 lijkt sterk op de Codex Vaticanus. Het geeft net als de codex Vaticanus in 1:3 ζαρε (en niet ζαρα). Er zijn tien varianten in de spelling van de namen in het geslachtsregister van Jezus Christus. Herman C. Hoskier (zie hieronder), geeft 17-20 varianten; hij ontkent dat er een nauw verband is met de Codex Vaticanus.

## Geschiedenis
Bernard Pyne Grenfell en Arthur Surridge Hunt vonden deze papyrus bij Oxyrhynchus in Egypte, op de tweede dag van hun opgraving, in de winter van 1896-1897. Hun bevindingen werden bekendgemaakt in het eerste deel van The Oxyrhynchus Papyri in 1898. Het handschrift werd bestudeerd door Francis Crawford Burkitt, Herman C. Hoskier, Comfort en veel andere geleerden.
Grenfell and Hunt vergeleken de tekst van papyrus 1 met de Textus Receptus en met de tekst van Westcott-Hort. Ze zijn van mening dat het handschrift tot dezelfde familie behoort als de Codex Sinaiticus en de Codex Vaticanus, maar dat het geen blijk geeft van Westerse of Byzantijnse verwantschap. Meestal komt de tekst met deze twee codices overeen, en waar verschillen optreden komt het meestal overeen met de codex Vaticanus, op één belangrijke variant na, waar het overeenkomt met de codex Sinaiticus (του δε Ιησου Χριστου; 1:18).
Papyrus 1 was tot de ontdekking van Papyrus 45 het oudste handschrift van het Nieuwe Testament dat bekend was.